# Nattrass Gill
Der Nattrass Gill ist ein Wasserlauf in Cumbria, England. Er entsteht an der Nordseite des Middle Fell und fließt in westlicher Richtung bis zu seiner Mündung in den River South Tyne südlich von Alston.